# Wild West (mixtape de Central Cee)
«Wild West» es el mixtape debut del rapero británico Central Cee. Fue lanzado de forma independiente el 12 de marzo de 2021.

## Recepción de la crítica
Elle Evans de Clash describió a Central Cee como una «futura estrella del rap» y declaró que el mixtape «entregó una gran cantidad de pistas de primer nivel», mientras que el crítico de NME, Nicolas-Tyrell Scott, dijo que Wild West ofrece «una visión tentadora del futuro del drill». Will Pritchard de The Guardian opinó que Cee es un «huevo de oro en la floreciente escena drill del Reino Unido», y describió el mixtape como «contundente».

## Desempeño comercial
Wild West debutó en el número dos en la lista de álbumes del Reino Unido, ganando 15.105 unidades equivalentes a álbumes en su primera semana, de las cuales 6.302 copias fueron en formato de CD físico. También fue el álbum más reproducido de la semana. El mixtape también entró en las listas de Irlanda, donde alcanzó el número tres, y Australia, donde debutó y alcanzó el número 37 en la lista de álbumes ARIA. A partir de septiembre de 2021, el álbum ha alcanzado éxito con las 98.000 ventas.

## Listado de canciones
| listado de Wild West |                       |          |  |
| N.º                  | Título                | Duración |  |
| 1.                   | «6 for 6»             | 2:28     |  |
| 2.                   | «Fraud»               | 2:31     |  |
| 3.                   | «Pinging (6 Figures)» | 2:45     |  |
| 4.                   | «The Bag»             | 2:53     |  |
| 5.                   | «Day in the Life»     | 3:08     |  |
| 6.                   | «Dun Deal»            | 2:41     |  |
| 7.                   | «Commitment Issues»   | 2:30     |  |
| 8.                   | «Sex Money Drugs»     | 2:34     |  |
| 9.                   | «Ruby»                | 3:25     |  |
| 10.                  | «Hate It or Luv It»   | 2:32     |  |
| 11.                  | «Xmas Eve»            | 2:28     |  |
| 12.                  | «Loading»             | 2:53     |  |
| 13.                  | «Tension»             | 3:08     |  |
| 14.                  | «Gangbiz»             | 2:30     |  |
| 38:26                |                       |          |  |

## Gráficos

### Gráficos semanales
| Gráfico (2021)                  | Lista posición |
| ------------------------------- | -------------- |
| Australia (ARIA)                | 37             |
| Bélgica (Ultratop flamenca)     | 86             |
| Bélgica (Ultratop valona)       | 88             |
| Países Bajos (Album Top 100)    | 42             |
| Francia (SNEP)                  | 162            |
| Irlanda (OCC)                   | 3              |
| Italian Albums (FIMI)           | 82             |
| Lithuanian Albums (AGATA)       | 98             |
| Norwegian Albums (VG-lista)     | 39             |
| Escocia (Scottish Albums Chart) | 10             |
| Reino Unido (UK Albums Chart)   | 2              |
| Reino Unido (UK R&B Albums)     | 1              |

### Gráficos de fin de año
| Lista (2021)    | Posición |
| --------------- | -------- |
| UK Albums (OCC) | 47       |

## Certificaciones
| País        | Organismo certificador | Certificación | Ventas certificadas | Ref.   |
| ----------- | ---------------------- | ------------- | ------------------- | ------ |
| Dinamarca   | IFPI                   | Oro           | 10 000              | [ 19 ] |
| Reino Unido | BPI                    | Oro           | 100 000             | [ 20 ] |